# Steve Clippingdale
Steven J. Clippingdale (né le 29 avril 1956 à North Vancouver, dans la province de la Colombie-Britannique au Canada) est un joueur professionnel retraité de hockey sur glace ayant évolué à la position d'ailier gauche.

## Carrière
Après une saison avec les Badgers de l'université du Wisconsin, Clippingdale rejoint les Bruins de New Westminster de la Ligue de hockey de l'Ouest du Canada où il aide ces derniers à atteindre le tournoi de la Coupe Memorial au cours de ces deux saisons avec l'équipe. Au terme de ceux-ci, il se voit être réclamé au deuxième tour par les Kings de Los Angeles lors du repêchage de 1976 de la Ligue nationale de hockey. Durant ce même été, il est sélectionné en troisième ronde au repêchage de l'Association mondiale de hockey par les Jets de Winnipeg.
Devenant joueur professionnel la saison suivante, il décide de rejoindre la formation des Kings avec qui il fait ses débuts dans la LNH alors qu'il inscrit trois points en seize rencontres avec l'équipe, disputant le reste de la saison avec le club affilié aux Kings dans la Ligue centrale de hockey, les Texans de Fort Worth.
Après avoir évolué dans les rangs mineurs au cours des deux saisons suivantes, les Kings l'échangent à l'été 1979 aux Capitals de Washington en retour de Mike Marson (en). L'ailier rejoint dès lors les Caps mais après seulement trois parties avec ces derniers, les Capitals le cèdent à leur club-école dans la LAH, les Bears de Hershey. Clippingdale reste avec ceux-ci pour le reste de la saison avant d'annoncer son retrait de la compétition à l'été suivante.

## Statistiques
| Saison     | Équipe                    | Ligue      |    | Saison régulière | Saison régulière | Saison régulière | Saison régulière | Saison régulière |    | Séries éliminatoires | Séries éliminatoires | Séries éliminatoires | Séries éliminatoires | Séries éliminatoires |
| Saison     | Équipe                    | Ligue      | PJ | B                | A                | Pts              | Pun              | PJ               | B  | A                    | Pts                  | Pun                  |                      |                      |
| 1973-1974  | Badgers du Wisconsin      | WCHA       | 4  | 1                | 3                | 4                | 0                |                  |    |                      |                      |                      |                      |                      |
| 1974-1975  | Bruins de New Westminster | LHOC       | 62 | 26               | 19               | 45               | 27               | 17               | 4  | 1                    | 5                    | 11                   |                      |                      |
| 1975       | Bruins de New Westminster | Memorial   |    |                  |                  |                  |                  | 3                | 2  | 1                    | 3                    | 0                    |                      |                      |
| 1975-1976  | Bruins de New Westminster | LHOC       | 72 | 51               | 66               | 117              | 80               | 17               | 15 | 14                   | 29                   | 12                   |                      |                      |
| 1976       | Bruins de New Westminster | Memorial   |    |                  |                  |                  |                  | 4                | 1  | 5                    | 6                    | 2                    |                      |                      |
| 1976-1977  | Kings de Los Angeles      | LNH        | 16 | 1                | 2                | 3                | 9                | 1                | 0  | 0                    | 0                    | 0                    |                      |                      |
| 1976-1977  | Texans de Fort Worth      | LCH        | 54 | 24               | 17               | 41               | 49               |                  |    |                      |                      |                      |                      |                      |
| 1977-1978  | Indians de Springfield    | LAH        | 74 | 33               | 21               | 54               | 59               | 4                | 1  | 2                    | 3                    | 5                    |                      |                      |
| 1978-1979  | Black Hawks de Dallas     | LCH        | 64 | 27               | 38               | 65               | 99               | 1                | 0  | 0                    | 0                    | 0                    |                      |                      |
| 1979-1980  | Capitals de Washington    | LNH        | 3  | 0                | 0                | 0                | 0                |                  |    |                      |                      |                      |                      |                      |
| 1979-1980  | Bears de Hershey          | LAH        | 47 | 19               | 14               | 33               | 47               | 5                | 2  | 0                    | 2                    | 4                    |                      |                      |
| Totaux LNH | Totaux LNH                | Totaux LNH | 19 | 1                | 2                | 3                | 9                | 1                | 0  | 0                    | 0                    | 0                    |                      |                      |

## Honneurs et trophées
- Ligue de hockey de l'Ouest du Canada
  - Vainqueur avec les Bruins de New Westminster de la Coupe du président 
remise à l'équipe championne des séries éliminatoires en 1975 et 1976.

## Transactions en carrière
- Repêchage LNH 1976 : réclamé par les Kings de Los Angeles (1er choix de l'équipe[4], 21e au total).
- Repêchage AMH 1976 : réclamé par les Jets de Winnipeg (3e choix de l'équipe, 33e au total).
- 11 juin 1979 : échangé par les Kings aux Capitals de Washington en retour de Mike Marson (en).